# Lee Do-hyun
Lee Do-hyun (Hangul: 이도현, * 8. Oktober 2002 in Seoul) ist ein südkoreanischer Sportkletterer.

## Karriere
Lee nimmt seit 2019 am Kletterweltcup teil. 2022 gewann er beim Boulder-Weltcup in Innsbruck seine erste Weltcup-Medaille; er belegte den zweiten Platz.
2023 gewann Lee beim Boulder-Weltcup in Prag seine erste Weltcup-Goldmedaille. Er beendete die Saison 2023 als Zweiter in der Gesamtwertung des Boulderns. Bei den IFSC-Kletterweltmeisterschaften 2023 gewann er in Bern die Bronzemedaille im Bouldern, wurde Vierter im Leadklettern und Siebter in der Kombination (Bouldern- und Leadklettern).
Bei der Olympia-Qualifikationsserie in Budapest und Shanghai 2024 belegte Lee den ersten Platz in der Kombination und sicherte sich damit einen Platz für die Olympischen Sommerspielen 2024 in Paris. Bei den Olympischen Spielen belegte Lee den 15. Platz.